# Aeroporto di Vienna-Schwechat
L'Aeroporto di Vienna-Schwechat, conosciuto anche come Aeroporto Internazionale di Vienna (IATA: VIE, ICAO: LOWW), definito come primario dalla Austrocontrol, è il principale scalo aereo austriaco e il 20° in Europa. Situato vicino alla cittadina di Schwechat nel Distretto di Wien-Umgebung, serve la città di Vienna e, data la relativa vicinanza, anche la capitale della Slovacchia, Bratislava. L'aeroporto è hub della Austrian Airlines.

## Storia
L'aeroporto di Vienna fu aperto per la prima volta nel 1938 come base militare. Nel 1945, venne preso dagli anglo-americani e venne convertito a scalo civile. Inizialmente, vi era una sola pista, che nel 1959 venne ampliata a 3000 metri. Solo nel 1972 venne costruita la seconda. Il 27 dicembre 1985 l'aeroporto divenne bersaglio di un attacco terroristico avvenuto presso i banchi di accettazione El Al, che uccise 3 persone e fece decine di feriti.

## Attentato terroristico palestinese
L'attentato di Vienna del 1985 fu un attacco terroristico perpetrato il 27 dicembre 1985 dal gruppo palestinese estremista facente capo ad Abu Nidal, che assaltò l'aeroporto di Vienna; contemporaneamente venne colpito anche quello di Roma-Fiumicino; i due attacchi ebbero luogo con una differenza di pochi minuti l'uno dall'altro alle 9:15 circa. In totale i due attentati causarono 19 morti e 120 feriti: 13 morti e 76 feriti a Roma, tre morti e 44 feriti a Vienna; tre terroristi del commando che attaccò l'aeroporto di Roma furono uccisi e uno, ferito, venne catturato, mentre nel commando che attaccò l'aeroporto di Vienna si contarono un morto e due feriti presi prigionieri.

## Terminal
L'aeroporto ha quattro terminal denominati Terminal 1, 2 e 3 che sono costruiti direttamente uno contro l'altro, così come l'ulteriore Terminal 1A situato di fronte al Terminal 1. I Terminal 1, 2 e 3 si collegano ai cinque atri. La sala arrivi centrale per tutte le aree del terminal si trova nel Terminal 3.
- Il terminal 1 è stato sottoposto a lavori di ristrutturazione nel gennaio 2013 ed è ora utilizzato principalmente da alcune compagnie aeree Oneworld e SkyTeam insieme a Turkish Airlines, Ryanair e Wizz Air.
- Il terminal 1A, situato in un edificio autonomo di fronte al Terminal 1. Ha ospitato strutture per il check-in per una serie di vettori low cost e compagnie aeree leisure tra cui Condor, SunExpress e Vueling ed è stato riaperto nel marzo 2023 dopo essere stato chiuso per quasi tre anni in sulla scia della pandemia di Covid-19.[3]
- Il terminal 2 è stato ristrutturato tra il 2016 e il 2022[3] e ora dispone di nuove aree di controllo di sicurezza e di un sistema di ritiro bagagli rinnovato.[4]
- Il terminal 3, noto anche come Terminal austriaco della Star Alliance, con i suoi adiacenti atri F e G è la struttura più recente dell'aeroporto. Viene utilizzato da Austrian Airlines, dalla maggior parte dei membri della Star Alliance e da numerosi altri vettori tra cui Emirates, El Al, Korea Air, Royal Jordanian e Qatar Airways. Un'espansione pianificata è stata rinviata a tempo indeterminato.[4]

## Progetti di espansione

### Espansione del Terminal 3
Oltre ai già citati lavori di ristrutturazione delle strutture passeggeri esistenti, a partire dall'inizio del 2024 è in costruzione un edificio completamente nuovo che dovrebbe collegare il molo est esistente con il molo nord. Il cosiddetto Ampliamento Sud T3 offrirà 70.000 metri quadrati di area ricreativa e nuovi cancelli aggiuntivi per gli autobus. L'apertura era stata originariamente prevista per il 2023, tuttavia, il progetto era stato ritardato a causa della pandemia di COVID-19. Nel gennaio 2023 è stato annunciato che la costruzione del nuovo edificio sarebbe iniziata a metà del 2023. La costruzione del nuovo annesso al terminal è successivamente iniziata nel febbraio 2024 con una data di completamento prevista per il 2027.

### Terza pista
Inizialmente l'aeroporto di Vienna prevedeva che avrebbe avuto bisogno di una terza pista entro il 2012, o al più tardi nel 2016, in caso di cooperazione con il vicino aeroporto di Bratislava. Si prevede che la terza pista sarà parallela e a sud della pista esistente 29/11. Sarà designata 11R/29L, mentre la pista esistente verrà ribattezzata 11L/29R. Si prevede che la nuova pista sarà lunga 3.680 m e larga 60 m e dotata di un sistema di atterraggio strumentale di categoria III in una direzione (29L).
Prima della pandemia di COVID-19, l'aeroporto prevedeva che sarebbe stata necessaria una terza pista entro il 2025, tuttavia, le organizzazioni ambientaliste e alcune comunità locali si sono opposte alla costruzione. Questi gruppi hanno attaccato la decisione della Bassa Austria (lo stato in cui si trova l'aeroporto) di procedere con la prima fase di costruzione. Il verdetto del tribunale amministrativo che ha preso in esame la causa era atteso entro la fine del 2015. A settembre 2016 erano in corso proteste pubbliche mentre non era stata presa alcuna decisione legale. Il 28 marzo 2018 il Tribunale amministrativo federale austriaco si è pronunciato a favore della terza pista.

## Collegamenti
L'aeroporto è collegato alla città di Vienna tramite un servizio ferroviario che collega l'aeroporto alla stazione di Vienna Mitte gestito da City Airport Train e dalla Linea S7 della S-Bahn il servizio ferroviario suburbano della città di Vienna gestito dalla ÖBB.

## Andamento del traffico passeggeri
Questo grafico non è disponibile a causa di un problema tecnico.
Si prega di non rimuoverlo.
Vedi la query Wikidata di origine.